# Проскура, Мария Анатольевна
Мария Анатольевна Проскура (род. 28 августа 1984) — российская самбистка и дзюдоистка, призёр чемпионатов России по самбо и дзюдо, чемпионка и серебряный призёр чемпионатов Европы по самбо, мастер спорта России.

## Спортивные результаты
- Чемпионат России среди молодёжи 2003 года — ;
- Чемпионат России среди молодёжи 2006 года — ;
- Мемориал Владимира Гулидова 2006 года, Красноярск — ;
- Чемпионат России по дзюдо 2007 года — ;
- Чемпионат России по самбо среди женщин 2007 — ;
- Чемпионат России по самбо среди женщин 2008 — ;
- Чемпионат России по самбо среди женщин 2009 — ;